# Diecezja Surat Thani
Diecezja  Surat Thani – rzymskokatolicka diecezja w Tajlandii. Powstała w 1969.

## Biskupi ordynariusze
- Paul Trairong Multree 2024-nadal
- Joseph Prathan Sridarunsil, S.D.B. 2004-2024
- Michael Praphon Chaicharoen, S.D.B.: 1988 - 2003
- Pietro Luigi Carretto, S.D.B.: 1969 - 1988